# Lithopädion

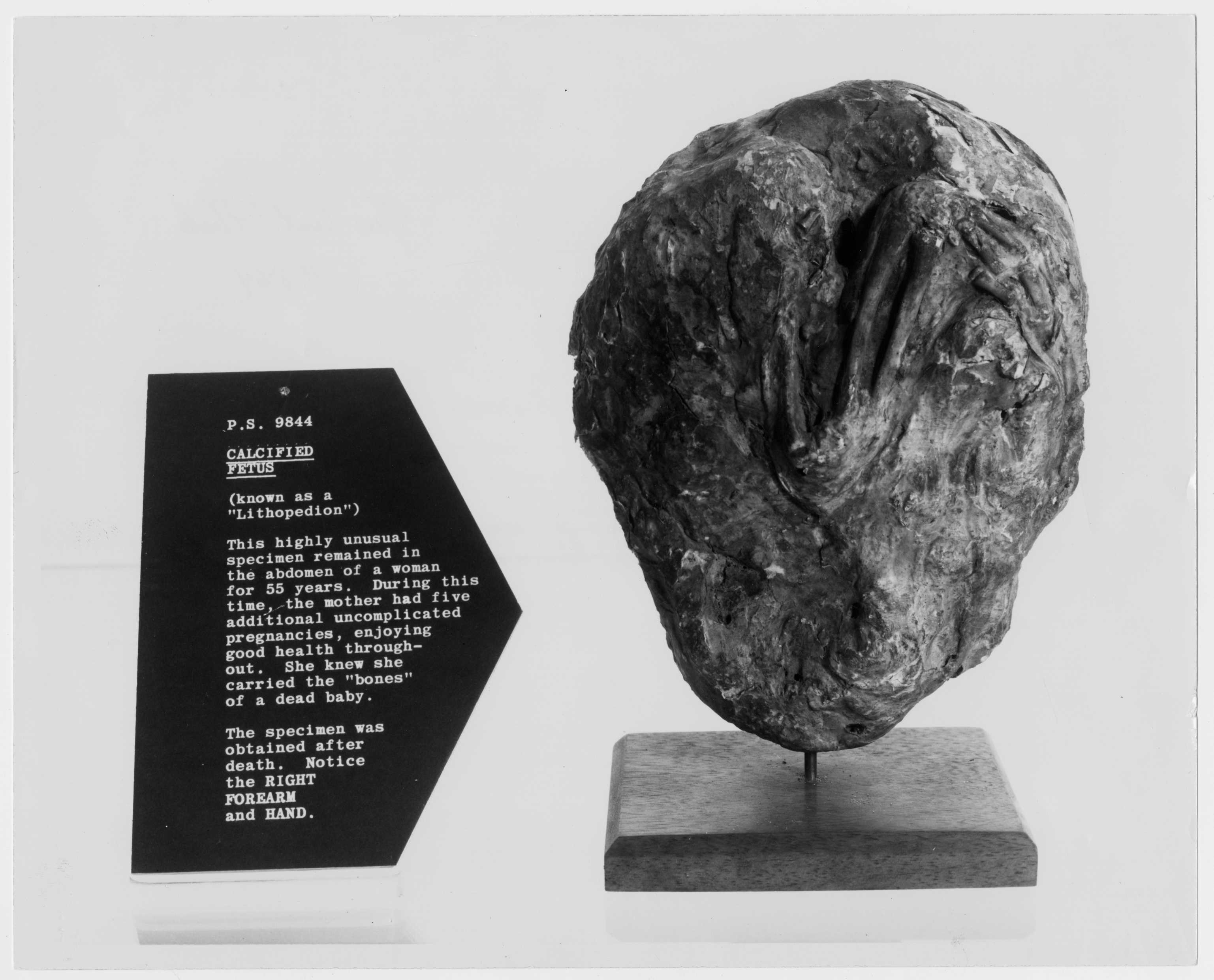
Lithopädion

Ein Lithopädion (altgriechisch λιθοπαίδιον, λίθος lithos ‚Stein‘ und παιδίον paidion ‚Kindchen‘), auch Steinkind oder Steinfrucht, ist ein abgestorbener, versteinerter Fötus im Mutterleib.

## Entstehung
Ein Lithopädion entsteht, wenn ein abgestorbener Fötus einer Bauchhöhlenschwangerschaft, einer Eileiterschwangerschaft oder eines Gebärmutterrisses nicht, wie üblich, vom Körper resorbiert (wie üblich bei Embryonen vor dem dritten Monat), sondern durch Aufnahme von Kalk eingekapselt und mumifiziert wird. Es ist eine Sonderform des verhaltenen Aborts. Die Existenz eines versteinerten Fötus im Körper der Mutter kann Beschwerden wie Beckenschmerzen verursachen, allerdings auch symptomlos verlaufen. Um Komplikationen zu vermeiden, ist eine operative Entfernung der Steinfrucht angebracht. Gelegentlich wird eine Steinfrucht aber auch erst nach dem natürlichen Tod der Mutter entdeckt.
Die Lithopädionbildung ist beim Menschen äußerst selten, bisher sind weniger als 300 Fälle dokumentiert. Bei Multiparen tritt das Phänomen häufiger auf, vor allem bei Hausschweinen.

## Steinkind von Sens
Madame Colombe Chatri aus Sens (Burgund) zeigte 1554 im Alter von 40 Jahren alle Anzeichen einer normalen Schwangerschaft, doch das Kind wurde nicht geboren. Die Mutter war die nächsten drei Jahre bettlägerig und litt auch später unter Schmerzen. Das ungeborene Kind war als harte Schwellung in ihrem Leib zu spüren. Nach ihrem Tod 1582 ließ der Witwer sie sezieren. Im Leib der Mutter wurde ein großes eiartiges Gebilde gefunden, das nur mit Gewalt aufgebrochen werden konnte. Darin befand sich ein voll ausgetragenes, versteinertes Mädchen.

## Steinkind von Leinzell

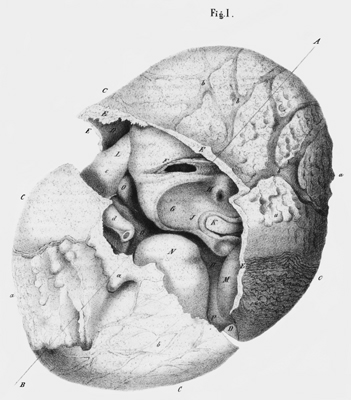
„Steinkind von Leinzell“

Anna Mullern (oder Müller), die Mutter des Lithopädions von Leinzell, lag 1674 sieben Wochen in den Wehen, konnte das Kind aber nicht zur Welt bringen. Die Steinfrucht verblieb in ihrem Leib, später brachte sie noch einen Sohn und eine Tochter zur Welt. Sie beauftragte den örtlichen Arzt, Dr. Wohnliche, sowie den Bader Herrn Knauffen (oder Knaus) aus Heubach, nach ihrem Tod ihren Leib zu öffnen und das Kind herauszuholen. Da die Frau, die laut der Universität Tübingen 91, laut Jan Bondeson 94 Jahre alt wurde, ihren Arzt überlebte, obduzierte der Bader sie zunächst ohne ärztliche Unterstützung. Er fand ein wohlerhaltenes Lithopädion eines männlichen Fötus und zog den Arzt Johann Georg Steigerthal hinzu, der die erste Beschreibung und Zeichnung des Steinkindes von Leinzell anfertigte. Das Kind der Anna Mullern (oder Müller) ist im Gegensatz zum Steinkind von Sens erhalten geblieben und befindet sich heute in Tübingen.

## Das „Nebelsche Steinkind“
Daniel Wilhelm Nebel, Mediziner, Chemiker und Rektor der Universität Heidelberg, machte 1767 im Rahmen einer Autopsie bei der verstorbenen Susanne Stolberg (1675–1767), der Ehefrau eines Heidelberger Gymnasialprofessors, die Entdeckung eines Lithopädions, das später als das „Nebelsche Steinkind“ bekannt wurde. Die nahezu ausgetragene Leibesfrucht wurde nicht geboren, sondern gelangte durch eine Ruptur in die Bauchhöhle, wo sie abstarb. Dort wurde sie mit Kalksalzen imprägniert und verblieb 54 Jahre im Bauchraum der Frau.
Nebel fasste seine Erkenntnisse darüber in dem Aufsatz „foetus ossei per quinquaginta quatuor annos extra uterum in abdomine detenti historia“ zusammen, den er unter anderem 1770 in den Acta Academiae Theodoro-Palatinae in Mannheim veröffentlichte. Das seltene Präparat befindet sich im Besitz des pathologischen Instituts der Universität.